# 稲荷山公園 (佐久市)
稲荷山公園（いなりやまこうえん）は、長野県佐久市臼田城山及び勝間字城山に所在する公園である。

## 概要
全国でも珍しい、宇宙公園として整備されている。シンボルの宇宙ロケット型展望台『コスモタワー』は高さ34.9 m、展望21.9 mの展望台で、1988年3月に竣工した。同展望台内にはからくり時計があり、1日に3回、素敵な音楽が鳴り響く。その周辺には、月面クレーター、宇宙基地に見立てた長いすべり台や花木園、銀河鉄道などがある。この他、マレットゴルフ場（18ホール）や芝生広場・こども広場・遊歩道などの施設や、桜やつつじなどの花木も豊富に植栽されている。
2021年3月25日、ローラースライダー「宇宙衛星スライダー」（総滑走距離約63m）が設置された。
信州サンセットポイント100選にも選ばれている。